# Llista de característiques selenogràfiques
La superfície de la Lluna té moltes característiques, com ara muntanyes i valls, cràters i maria —àmplies zones planes que semblen mars des de la distància, però probablement estan solidificades com a roca fosa. S'enumeren algunes d'aquestes característiques.

## Característiques de maria

Cara visible lunar amb els maria i cràters principals marcats

Un mar lunar (del llatí mare) és una regió gran i fosca de la Lluna. No conté aigua, però es creu que s'ha format a partir de roca fosa del mantell de la Lluna que surt a la seva superfície. Aquesta llista també inclou els 'oceanus i les característiques conegudes amb els noms lacus, palus i sinus. El sistema modern de nomenclatura lunar va ser introduït el 1651 per Riccioli. El mapa de la Lluna de Riccioli va ser dibuixat per Francesco Maria Grimaldi, que té un cràter que porta el seu nom.

### MariaiOceanus
| Nom llatí            | Nom en català                 | Lat.    | Lon.     | Diàmetre |
| -------------------- | ----------------------------- | ------- | -------- | -------- |
| Mare Anguis          | Mar del Serpent               | 22.6° N | 67.7° E  | 150 km   |
| Mare Australe        | Mar del Sud                   | 38.9° S | 93.0° E  | 603 km   |
| Mare Cognitum        | Mar que s'ha donat a conèixer | 10.0° S | 23.1° O  | 376 km   |
| Mare Crisium         | Mar de Crisis                 | 17.0° N | 59.1° E  | 555 km   |
| Mare Fecunditatis    | Mar de la Fecunditat          | 7.8° S  | 51.3° E  | 909 km   |
| Mare Frigoris        | Mar del fred                  | 56.0° N | 1.4° E   | 1.596 km |
| Mare Humboldtianum   | Mar d'Alexander von Humboldt  | 56.8° N | 81.5° E  | 273 km   |
| Mare Humorum         | Mar de la Humitat             | 24.4° S | 38.6° O  | 389 km   |
| Mare Imbrium         | Mar de Pluges                 | 32.8° N | 15.6° O  | 1.123 km |
| Mare Ingenii         | Mar de l'Astucia              | 33.7° S | 163.5° E | 318 km   |
| Mare Insularum       | Mar d'Illes                   | 7.5° N  | 30.9° O  | 513 km   |
| Mare Marginis        | Mar de la Vora                | 13.3° N | 86.1° E  | 420 km   |
| Mare Moscoviense     | Mar de Moscou                 | 27.3° N | 147.9° E | 277 km   |
| Mare Nectaris        | Mar del Nèctar                | 15.2° S | 35.5° E  | 333 km   |
| Mare Nubium          | Mar de Núvols                 | 21.3° S | 16.6° O  | 715 km   |
| Mare Orientale       | Mar Oriental                  | 19.4° S | 92.8° O  | 327 km   |
| Mare Serenitatis     | Mar de la Serenitat           | 28.0° N | 17.5° E  | 707 km   |
| Mare Smythii         | Mar de William Henry Smyth    | 1.3° N  | 87.5° E  | 373 km   |
| Mare Spumans         | Mar Escumós                   | 1.1° N  | 65.1° E  | 139 km   |
| Mare Tranquillitatis | Mar de la Tranquil·litat      | 8.5° N  | 31.4° E  | 873 km   |
| Mare Undarum         | Mar d'Ones                    | 6.8° N  | 68.4° E  | 243 km   |
| Mare Vaporum         | Mar de Vapors                 | 13.3° N | 3.6° E   | 245 km   |
| Oceanus Procellarum  | Oceà de les Tempestes         | 18.4° N | 57.4° O  | 2.568 km |

També hi ha una regió a la cara oculta lunar que es va identificar breument com un mar i es va anomenar Mare Desiderii (Mar del Desig). Ja no es reconeix. Altres ex-maria s'inclouen:
- Mare Parvum[4] ("Mar Petit"), immediatament a l'est d'Inghirami
- Mare Incognitum ("Unknown Sea")
- Mare Novum[4] ("Mar Nou"), nord-est de Plutarc
- Mare Struve ("Mar de Struve"), prop de Messala

### Lacus
Un conjunt de característiques relacionades són els lacus (del llatí com a "llac"), que són planes basàltiques més petites d'origen similar:
| Nom llatí            | Nom en català           | Lat.    | Lon.     | Diàmetre |
| -------------------- | ----------------------- | ------- | -------- | -------- |
| Lacus Aestatis       | Llac d'estiu            | 15.0° S | 69.0° O  | 90 km    |
| Lacus Autumni        | Llac de tardor          | 9.9° S  | 83.9° O  | 183 km   |
| Lacus Bonitatis      | Llac de la Bondat       | 23.2° N | 43.7° E  | 92 km    |
| Lacus Doloris        | Llac del Dolor          | 17.1° N | 9.0° E   | 110 km   |
| Lacus Excellentiae   | Llac de l'Excel·lència  | 35.4° S | 44.0° O  | 184 km   |
| Lacus Felicitatis    | Llac de la Felicitat    | 19.0° N | 5.0° E   | 90 km    |
| Lacus Gaudii         | Llac de l'Alegria       | 16.2° N | 12.6° E  | 113 km   |
| Lacus Hiemalis       | Llac d'hivern           | 15.0° N | 14.0° E  | 50 km    |
| Lacus Lenitatis      | Llac de la suavitat     | 14.0° N | 12.0° E  | 80 km    |
| Lacus Luxuriae       | Llac del luxe           | 19.0° N | 176.0° E | 50 km    |
| Lacus Mortis         | Llac de la Mort         | 45.0° N | 27.2° E  | 151 km   |
| Lacus Oblivionis     | Llac de l'oblit         | 21.0° S | 168.0° O | 50 km    |
| Lacus Odii           | Llac de l'Odi           | 19.0° N | 7.0° E   | 70 km    |
| Lacus Perseverantiae | Llac de la Perseverança | 8.0° N  | 62.0° E  | 70 km    |
| Lacus Solitudinis    | Llac de la Soledat      | 27.8° S | 104.3° E | 139 km   |
| Lacus Somniorum      | Llac dels Somnis        | 38.0° N | 29.2° E  | 384 km   |
| Lacus Spei           | Llac de l'Esperança     | 43.0° N | 65.0° E  | 80 km    |
| Lacus Temporis       | Llac del temps          | 45.9° N | 58.4° E  | 117 km   |
| Lacus Timoris        | Llac de la por          | 38.8° S | 27.3° O  | 117 km   |
| Lacus Veris          | Llac de primavera       | 16.5° S | 86.1° O  | 396 km   |

### SinusiPaludes
Un conjunt de característiques relacionades són els sinus (el singular sinus, llatí de "badia") i paludes (el singular palus, llatí de "pantà"):
| Nom llatí         | Nom                          | Lat.    | Lon.    | Diàmetre |
| ----------------- | ---------------------------- | ------- | ------- | -------- |
| Palus Epidemiarum | Marjal d'epidèmies           | 32.0° S | 28.2° O | 286 km   |
| Palus Putredinis  | Marjal de la decadència      | 26.5° N | 0.4° E  | 161 km   |
| Palus Somni       | Pantà del Son                | 14.1° N | 45.0° E | 143 km   |
| Sinus Aestuum     | Badia bullint                | 10.9° N | 8.8° O  | 290 km   |
| Sinus Amoris      | Badia de l'Amor              | 18.1° N | 39.1° E | 130 km   |
| Sinus Asperitatis | Badia de l'Asperesa          | 3.8° S  | 27.4° E | 206 km   |
| Sinus Concordiae  | Badia de l'Harmonia          | 10.8° N | 43.2° E | 142 km   |
| Sinus Fidei       | Badia de confiança           | 18.0° N | 2.0° E  | 70 km    |
| Sinus Honoris     | Badia de l'Honor             | 11.7° N | 18.1° E | 109 km   |
| Sinus Iridum      | Badia de l'Arc de Sant Martí | 44.1° N | 31.5° O | 236 km   |
| Sinus Lunicus     | Badia del Lunik              | 31.8° N | 1.4° O  | 126 km   |
| Sinus Medii       | Badia del centre             | 2.4° N  | 1.7° E  | 335 km   |
| Sinus Roris       | Badia de la Rosada           | 54.0° N | 56.6° O | 202 km   |
| Sinus Successus   | Badia de l'èxit              | 0.9° N  | 59.0° E | 132 km   |

Algunes fonts també enumeren a Palus Nebularum ("Pantà de Boires") a 38.0° N, 1.0° E, però la designació d'aquesta característica no ha estat reconeguda oficialment per la UAI.

## Cràters
La gran majoria d'aquestes característiques són cràters d'impacte. La nomenclatura de cràters està governada per la Unió Astronòmica Internacional, i aquesta llista només inclou característiques que són reconegudes oficialment per aquesta societat científica.
Els cràters lunars s'enumeren a les subseccions següents. Quan una formació té associats cràters de satèl·lit (cràters associats més petits), aquests es detallen a les pàgines principals de descripció del cràter.
| A · B · C · D · E · F · G · H · I · J · K · L · M · N · O · P · Q · R · S · T · U · V · W · X · Y · Z |

### Catenae
Una catena és una cadena de cràters.
| Nom               | Coordenades                            | Diàmetre | Origen del nom                        |
| ----------------- | -------------------------------------- | -------- | ------------------------------------- |
| Catena Abulfeda   | 16° 54′ S, 17° 12′ E / 16.9°S,17.2°E   | 219 km   | A partir del cràter proper Abulfeda   |
| Catena Artamonov  | 26° 00′ N, 105° 54′ E / 26.0°N,105.9°E | 134 km   | A partir del cràter proper Artamonov  |
| Catena Brigitte   | 18° 30′ N, 27° 30′ E / 18.5°N,27.5°E   | 5 km     | Nom femení francès                    |
| Catena Davy       | 11° 00′ S, 7° 00′ O / 11.0°S,7.0°O     | 50 km    | A partir del cràter proper Davy       |
| Catena Dziewulski | 19° 00′ N, 100° 00′ E / 19.0°N,100.0°E | 80 km    | A partir del cràter proper Dziewulski |
| Catena Gregory    | 0° 36′ S, 129° 54′ E / 0.6°S,129.9°E   | 152 km   | A partir del cràter proper Gregory    |
| Catena Humboldt   | 21° 30′ S, 84° 36′ E / 21.5°S,84.6°E   | 165 km   | A partir del cràter proper Humboldt   |
| Catena Krafft     | 15° 00′ N, 72° 00′ O / 15.0°N,72.0°O   | 60 km    | A partir del cràter proper Krafft     |
| Catena Kurchatov  | 37° 12′ N, 136° 18′ E / 37.2°N,136.3°E | 226 km   | A partir del cràter proper Kurchatov  |
| Catena Leuschner  | 4° 42′ N, 110° 06′ O / 4.7°N,110.1°O   | 364 km   | A partir del cràter proper Leuschner  |
| Catena Littrow    | 22° 12′ N, 29° 30′ E / 22.2°N,29.5°E   | 10 km    | A partir del cràter proper Littrow    |
| Catena Lucretius  | 3° 24′ S, 126° 06′ O / 3.4°S,126.1°O   | 271 km   | A partir del cràter proper Lucretius  |
| Catena Mendeleev  | 6° 18′ N, 139° 24′ E / 6.3°N,139.4°E   | 188 km   | A partir del cràter proper Mendeleev  |
| Catena Michelson  | 1° 24′ N, 113° 24′ O / 1.4°N,113.4°O   | 456 km   | A partir del cràter proper Michelson  |
| Catena Pierre     | 19° 48′ N, 31° 48′ O / 19.8°N,31.8°O   | 9 km     | Nom masculí francès                   |
| Catena Sumner     | 37° 18′ N, 112° 18′ E / 37.3°N,112.3°E | 247 km   | A partir del cràter proper Sumner     |
| Catena Sylvester  | 81° 24′ N, 86° 12′ O / 81.4°N,86.2°O   | 173 km   | A partir del cràter proper Sylvester  |
| Catena Taruntius  | 3° 00′ N, 48° 00′ E / 3.0°N,48.0°E     | 100 km   | A partir del cràter proper Taruntius  |
| Catena Timocharis | 29° 00′ N, 13° 00′ O / 29.0°N,13.0°O   | 50 km    | A partir del cràter proper Timocharis |
| Catena Yuri       | 24° 24′ N, 30° 24′ O / 24.4°N,30.4°O   | 5 km     | Nom masculí rus                       |

## Valls
S'han donat noms a diverses valls lunars grans. La majoria reben el nom d'un cràter proper; vegeu la llista de cràters de la Lluna per a més informació.
| Vall               | Coordenades                            | Dimensió | Epònim                                | Cràter      |
| ------------------ | -------------------------------------- | -------- | ------------------------------------- | ----------- |
| Vallis Alpes       | 48° 30′ N, 3° 12′ E / 48.5°N,3.2°E     | 166 km   | Nom llatí que significa "vall alpina" | Cap         |
| Vallis Baade       | 45° 54′ S, 76° 12′ O / 45.9°S,76.2°O   | 203 km   | Walter Baade                          | Baade       |
| Vallis Bohr        | 12° 24′ N, 86° 36′ O / 12.4°N,86.6°O   | 80 km    | Niels Bohr                            | Bohr        |
| Vallis Bouvard     | 38° 18′ S, 83° 06′ O / 38.3°S,83.1°O   | 284 km   | Alexis Bouvard                        | Cap         |
| Vallis Capella     | 7° 36′ S, 34° 54′ E / 7.6°S,34.9°E     | 49 km    | Marcià Capel·la                       | Capella     |
| Vallis Inghirami   | 43° 48′ S, 72° 12′ O / 43.8°S,72.2°O   | 148 km   | Giovanni Inghirami                    | Inghirami   |
| Vallis Palitzsch   | 26° 24′ S, 64° 18′ E / 26.4°S,64.3°E   | 132 km   | Johann Palitzsch                      | Palitzsch   |
| Vallis Planck      | 58° 24′ S, 126° 06′ E / 58.4°S,126.1°E | 451 km   | Max Planck                            | Planck      |
| Vallis Rheita      | 42° 30′ S, 51° 30′ E / 42.5°S,51.5°E   | 445 km   | Anton Maria Schyrleus of Rheita       | Rheita      |
| Vallis Schrödinger | 67° 00′ S, 105° 00′ E / 67.0°S,105.0°E | 310 km   | Erwin Schrödinger                     | Schrödinger |
| Vallis Schröteri   | 26° 12′ N, 50° 48′ O / 26.2°N,50.8°O   | 168 km   | Johann Hieronymus Schröter            | Schröter    |
| Vallis Snellius    | 31° 06′ S, 56° 00′ E / 31.1°S,56.0°E   | 592 km   | Willebrord Snell                      | Snellius    |

## Muntanyes
Les altures de les muntanyes aïllades o massisos enumerades aquí no s'informa de manera coherent entre les fonts. A la dècada de 1960, el servei de mapes de l'exèrcit dels EUA va utilitzar una elevació relativa a 1.737.988 metres des del centre de la Lluna. A la dècada de 1970, l'Agència de Cartografia de Defensa dels EUA va utilitzar 1.730.000 metres. Les dades topogràfiques de la Clementine publicades a la dècada de 1990 fan servir 1.737.400 metres.
Aquesta llista no és exhaustiva i no enumera els llocs més alts de la Lluna. Les dades de Clementine mostren un rang d'uns 18.100 metres des del punt més baix fins al més alt de la Lluna. El punt més alt, situat al costat ocult de la Lluna, és aproximadament 6.500 metres més alt que Mons Huygens (normalment catalogat com la muntanya més alta).
Les muntanyes es refereixen amb la paraula llatina mons (plural montes).
| Nom                    | Lat./Long.                             | Diàmetre | Alçada  | Origen del nom                                  |
| ---------------------- | -------------------------------------- | -------- | ------- | ----------------------------------------------- |
| Mons Agnes             | 18° 40′ N, 5° 20′ E / 18.66°N,5.34°E   | 0,65 km  | 0.03 km | Nom femení grec                                 |
| Mons Ampère            | 19° 19′ N, 3° 43′ O / 19.32°N,3.71°O   | 30 km    | 3.0 km  | André-Marie Ampère, físic                       |
| Mons André             | 5° 11′ N, 120° 34′ E / 5.18°N,120.56°E | 10 km    | 7.0 km  | Nom masculí francès                             |
| Mons Ardeshir          | 5° 02′ N, 121° 02′ E / 5.03°N,121.04°E | 8 km     | 5.9 km  | Ardeshir (Ardashir), nom masculí persa          |
| Mons Argaeus           | 19° 20′ N, 29° 01′ E / 19.33°N,29.01°E | 50 km    | 2.6 km  | Erciyes Dağı, Àsia Menor                        |
| Mont Blanc             | 45° 25′ N, 0° 26′ E / 45.41°N,0.44°E   | 25 km    | 3.6 km  | Mont Blanc, els Alps                            |
| Mons Bradley           | 21° 44′ N, 0° 23′ E / 21.73°N,0.38°E   | 30 km    | 4.2 km  | James Bradley, astrònom                         |
| Mons Delisle           | 29° 25′ N, 35° 47′ O / 29.42°N,35.79°O | 30 km    | 1.0 km  | El nom del cràter proper Delisle                |
| Mons Dieter            | 5° 00′ N, 120° 18′ E / 5.00°N,120.30°E | 20 km    | 8.0 km  | Nom masculí alemany                             |
| Mons Dilip             | 5° 35′ N, 120° 52′ E / 5.58°N,120.87°E | 2 km     | 5.5 km  | Nom masculí indi                                |
| Mons Esam              | 14° 37′ N, 35° 43′ E / 14.61°N,35.71°E | 8 km     | 0.4 km  | Nom masculí àrab                                |
| Mons Ganau             | 4° 47′ N, 120° 35′ E / 4.79°N,120.59°E | 14 km    | 7.9 km  | Nom masculí africà                              |
| Mons Gruithuisen Delta | 36° 04′ N, 39° 35′ O / 36.07°N,39.59°O | 20 km    | 1.8 km  | El nom del cràter proper Gruithuisen            |
| Mons Gruithuisen Gamma | 36° 34′ N, 40° 43′ O / 36.56°N,40.72°O | 20 km    | 1.5 km  | El nom del cràter proper Gruithuisen            |
| Mons Hadley            | 26° 41′ N, 4° 07′ E / 26.69°N,4.12°E   | 25 km    | 4.6 km  | John Hadley, inventor                           |
| Mons Hadley Delta      | 25° 43′ N, 3° 43′ E / 25.72°N,3.71°E   | 15 km    | 3.5 km  | El nom del cràter proper Mount Hadley           |
| Mons Hansteen          | 12° 11′ S, 50° 13′ O / 12.19°S,50.21°O | 30 km    |         | El nom del cràter proper Hansteen               |
| Mons Herodotus         | 27° 30′ N, 52° 56′ O / 27.50°N,52.94°O | 5 km     | 1.0 km  | El nom del cràter proper Herodotus              |
| Mons Huygens           | 19° 55′ N, 2° 52′ O / 19.92°N,2.86°O   | 40 km    | 4.7 km  | Christiaan Huygens, astrònom                    |
| Mons La Hire           | 27° 40′ N, 25° 31′ O / 27.66°N,25.51°O | 25 km    | 1.5 km  | Philippe de la Hire, astrònom                   |
| Mons Maraldi           | 20° 20′ N, 35° 30′ E / 20.34°N,35.50°E | 15 km    | 1.3 km  | El nom del cràter proper Maraldi                |
| Mons Moro              | 11° 50′ S, 19° 50′ O / 11.84°S,19.84°O | 10 km    |         | Antonio Lazzaro Moro, científic sobre la Terra  |
| Mons Penck             | 10° 00′ S, 21° 44′ E / 10.0°S,21.74°E  | 30 km    | 4.0 km  | Albrecht Penck, geògraf                         |
| Mons Pico              | 45° 49′ N, 8° 52′ O / 45.82°N,8.87°O   | 25 km    | 2.0 km  | Del castellà per a "pic/cim"                    |
| Mons Piton             | 40° 43′ N, 0° 55′ O / 40.72°N,0.92°O   | 25 km    | 2.3 km  | El Pitón, un cim de la muntanya Teide, Tenerife |
| Mons Rümker            | 40° 46′ N, 58° 23′ O / 40.76°N,58.38°O | 70 km    | 0.5 km  | Karl Ludwig Christian Rümker, astrònom          |
| Mons Usov              | 11° 55′ N, 63° 16′ E / 11.91°N,63.26°E | 15 km    |         | Mikhail Usov, geòleg                            |
| Mons Vinogradov        | 22° 21′ N, 32° 31′ O / 22.35°N,32.52°O | 25 km    | 1.4 km  | Aleksandr Pavlovich Vinogradov, químic          |
| Mons Vitruvius         | 19° 20′ N, 30° 44′ E / 19.33°N,30.74°E | 15 km    | 2.3 km  | El nom del cràter proper Vitruvius              |
| Mons Wolff             | 16° 53′ N, 6° 48′ O / 16.88°N,6.80°O   | 35 km    | 3.5 km  | El baró Christian von Wolff, filòsof            |

## Serralades
| Nom                | Lat./Long.                             | Dia.   | Origen del nom                                                                       |
| ------------------ | -------------------------------------- | ------ | ------------------------------------------------------------------------------------ |
| Montes Agricola    | 29° 04′ N, 54° 04′ O / 29.06°N,54.07°O | 141 km | Georgius Agricola, científic sobre la Terra                                          |
| Montes Alpes       | 48° 22′ N, 0° 35′ O / 48.36°N,0.58°O   | 281 km | Els Alps, Europa                                                                     |
| Montes Apenninus   | 19° 52′ N, 0° 02′ O / 19.87°N,0.03°O   | 401 km | Les muntanyes dels Apenins, Itàlia                                                   |
| Montes Archimedes  | 25° 23′ N, 5° 15′ O / 25.39°N,5.25°O   | 163 km | A partir del cràter proper Archimedes                                                |
| Montes Carpatus    | 14° 34′ N, 23° 37′ O / 14.57°N,23.62°O | 361 km | Les muntanyes dels Carpats, Europa                                                   |
| Montes Caucasus    | 37° 31′ N, 9° 56′ E / 37.52°N,9.93°E   | 445 km | Les muntanyes del Caucas, Europa                                                     |
| Montes Cordillera  | 17° 30′ S, 79° 30′ O / 17.5°S,79.5°O   | 574 km | Del castellà per a "cadena de muntanyes"                                             |
| Montes Haemus      | 17° 07′ N, 12° 02′ E / 17.11°N,12.03°E | 560 km | Nom grec de les muntanyes balcàniques                                                |
| Montes Harbinger   | 26° 53′ N, 41° 17′ O / 26.89°N,41.29°O | 90 km  | Presagi de l'alba al cràter Aristarchus                                              |
| Montes Jura        | 47° 29′ N, 36° 07′ O / 47.49°N,36.11°O | 422 km | Les muntanyes del Jura, Europa                                                       |
| Montes Pyrenaeus   | 14° 03′ S, 41° 31′ E / 14.05°S,41.51°E | 164 km | Les muntanyes dels Pirineus, Europa                                                  |
| Montes Recti       | 48° 18′ N, 19° 43′ O / 48.3°N,19.72°O  | 90 km  | Del llatí per "rang recte"                                                           |
| Montes Riphaeus    | 7° 29′ S, 27° 36′ O / 7.48°S,27.60°O   | 189 km | Nom grec de les muntanyes Urals, Rússia                                              |
| Montes Rook        | 20° 36′ S, 82° 30′ O / 20.6°S,82.5°O   | 791 km | Lawrence Rook, astrònom                                                              |
| Montes Secchi      | 2° 43′ N, 43° 10′ E / 2.72°N,43.17°E   | 50 km  | A partir del cràter proper Secchi                                                    |
| Montes Spitzbergen | 34° 28′ N, 5° 13′ O / 34.47°N,5.21°O   | 60 km  | El nom de l'alemany pels "cims afilats" i per la semblança amb les illes Spitsbergen |
| Montes Taurus      | 27° 19′ N, 40° 20′ E / 27.32°N,40.34°E | 172 km | Muntanyes del Taure, Àsia Menor                                                      |
| Montes Teneriffe   | 47° 53′ N, 13° 11′ O / 47.89°N,13.19°O | 182 km | Illa de Tenerife                                                                     |

## Altres característiques
La superfície de la Lluna presenta moltes altres característiques geològiques. A més de muntanyes, valls i cràters d'impacte, les següents característiques superficials han rebut noms a la nomenclatura lunar, molts d'ells reben el nom d'un cràter o muntanya proper.
El diàmetre indicat per a aquestes característiques és la dimensió més llarga que conté tota la formació geològica. Les latituds i longituds estan en coordenades selenogràfiques.

### Albedo
Aquestes característiques tenen un alt albedo comparat amb el terreny circumdant.
| Nom          | Coordenades                        | Diàmetre | Origen del nom                    |
| ------------ | ---------------------------------- | -------- | --------------------------------- |
| Reiner Gamma | 7° 30′ N, 59° 00′ O / 7.5°N,59.0°O | 70.0 km  | A partir del cràter proper Reiner |

A la cara oculta de la Lluna hi ha característiques d'albedo sense nom a Mare Ingenii i Mare Marginis. Aquests es troben antípodes a les conques d'impacte Mare Imbrium i Mare Orientale.

### Dorsa
Un dorsum (plural dorsa, que significa "esquena o cresta") és un sistema de cresta arrugada que es troba habitualment als mars lunars.
| Nom              | Coordenades                          | Diàmetre | Origen del nom                           |
| ---------------- | ------------------------------------ | -------- | ---------------------------------------- |
| Dorsa Aldrovandi | 24° 00′ N, 28° 30′ E / 24.0°N,28.5°E | 136 km   | Ulisse Aldrovandi (1522–1605)            |
| Dorsa Andrusov   | 1° 00′ S, 57° 00′ E / 1.0°S,57.0°E   | 160 km   | Nicolai Ivanovich Andrusov (1861–1924)   |
| Dorsum Arduino   | 24° 54′ N, 35° 48′ O / 24.9°N,35.8°O | 107 km   | Giovanni Arduino (1714–1795)             |
| Dorsa Argand     | 28° 06′ N, 40° 36′ O / 28.1°N,40.6°O | 109 km   | Emile Argand (1879–1940)                 |
| Dorsum Azara     | 26° 42′ N, 19° 12′ E / 26.7°N,19.2°E | 105 km   | Félix Manuel de Azara (1746–1811)        |
| Dorsa Barlow     | 15° 00′ N, 31° 00′ E / 15.0°N,31.0°E | 120 km   | William Barlow (1845–1934)               |
| Dorsum Bucher    | 31° 00′ N, 39° 00′ O / 31.0°N,39.0°O | 90 km    | Walter Hermann Bucher (1889–1965)        |
| Dorsum Buckland  | 20° 24′ N, 12° 48′ E / 20.4°N,12.8°E | 380 km   | William Buckland (1784–1856)             |
| Dorsa Burnet     | 28° 24′ N, 57° 00′ O / 28.4°N,57.0°O | 194 km   | Thomas Burnet (1635–1715)                |
| Dorsa Cato       | 1° 00′ N, 47° 00′ E / 1.0°N,47.0°E   | 140 km   | Cató el Censor (234–149 aC)              |
| Dorsum Cayeux    | 1° 36′ N, 51° 12′ E / 1.6°N,51.2°E   | 84 km    | Lucien Cayeux (1864–1944)                |
| Dorsum Cloos     | 1° 00′ N, 91° 00′ E / 1.0°N,91.0°E   | 100 km   | Hans Cloos (1885–1951)                   |
| Dorsum Cushman   | 1° 00′ N, 49° 00′ E / 1.0°N,49.0°E   | 80 km    | Joseph Augustine Cushman (1881–1949)     |
| Dorsa Dana       | 3° 00′ N, 90° 00′ E / 3.0°N,90.0°E   | 70 km    | James Dwight Dana (1813–1895)            |
| Dorsa Ewing      | 10° 12′ S, 39° 24′ O / 10.2°S,39.4°O | 141 km   | William Maurice Ewing (1906–1974)        |
| Dorsum Gast      | 24° 00′ N, 9° 00′ E / 24.0°N,9.0°E   | 60 km    | Paul Werner Gast (1930–1973)             |
| Dorsa Geikie     | 4° 36′ S, 52° 30′ E / 4.6°S,52.5°E   | 228 km   | Sir Archibald Geikie (1835–1924)         |
| Dorsum Grabau    | 29° 24′ N, 15° 54′ O / 29.4°N,15.9°O | 121 km   | Amadeus William Grabau (1870–1946)       |
| Dorsum Guettard  | 10° 00′ S, 18° 00′ O / 10.0°S,18.0°O | 40 km    | Jean-Etienne Guettard (1715–1786)        |
| Dorsa Harker     | 14° 30′ N, 64° 00′ E / 14.5°N,64.0°E | 197 km   | Alfred Harker (1859–1939)                |
| Dorsum Heim      | 32° 00′ N, 29° 48′ O / 32.0°N,29.8°O | 148 km   | Albert Heim (1849–1937)                  |
| Dorsum Higazy    | 28° 00′ N, 17° 00′ O / 28.0°N,17.0°O | 60 km    | Riad Higazy (1919–1967)                  |
| Dorsa Lister     | 20° 18′ N, 23° 48′ E / 20.3°N,23.8°E | 203 km   | Martin Lister (1639–1712)                |
| Dorsa Mawson     | 7° 00′ S, 53° 00′ E / 7.0°S,53.0°E   | 132 km   | Douglas Mawson (1882–1958)               |
| Dorsum Nicol     | 18° 00′ N, 23° 00′ E / 18.0°N,23.0°E | 50 km    | William Nicol (1768–1851)                |
| Dorsum Niggli    | 29° 00′ N, 52° 00′ O / 29.0°N,52.0°O | 50 km    | Paul Niggli (1888–1953)                  |
| Dorsum Oppel     | 18° 42′ N, 52° 36′ E / 18.7°N,52.6°E | 268 km   | Albert Oppel (1831–1865)                 |
| Dorsum Owen      | 25° 00′ N, 11° 00′ E / 25.0°N,11.0°E | 50 km    | George Owen (1552–1613)                  |
| Dorsa Rubey      | 10° 00′ S, 42° 00′ O / 10.0°S,42.0°O | 100 km   | William Walden Rubey (1898–1974)         |
| Dorsum Scilla    | 32° 48′ N, 60° 24′ O / 32.8°N,60.4°O | 108 km   | Agostino Scilla (1639–1700)              |
| Dorsa Smirnov    | 27° 18′ N, 25° 18′ E / 27.3°N,25.3°E | 156 km   | Sergei Sergeevich Smirnov (1895–1947)    |
| Dorsa Sorby      | 19° 00′ N, 14° 00′ E / 19.0°N,14.0°E | 80 km    | Henry Clifton Sorby (1826–1908)          |
| Dorsa Stille     | 27° 00′ N, 19° 00′ O / 27.0°N,19.0°O | 80 km    | Hans Stille (1876–1966)                  |
| Dorsum Termier   | 11° 00′ N, 58° 00′ E / 11.0°N,58.0°E | 90 km    | Pierre-Marie Termier (1859–1930)         |
| Dorsa Tetyaev    | 19° 54′ N, 64° 12′ E / 19.9°N,64.2°E | 176 km   | Mikhail Mikhailovich Tetyaev (1882–1956) |
| Dorsum Thera     | 24° 24′ N, 31° 24′ O / 24.4°N,31.4°O | 7 km     | Nom femení grega                         |
| Dorsum Von Cotta | 23° 12′ N, 11° 54′ E / 23.2°N,11.9°E | 199 km   | Carl Bernard von Cotta (1808–1879)       |
| Dorsa Whiston    | 29° 24′ N, 56° 24′ O / 29.4°N,56.4°O | 85 km    | William Whiston (1667–1752)              |
| Dorsum Zirkel    | 28° 06′ N, 23° 30′ O / 28.1°N,23.5°O | 193 km   | Ferdinand Zirkel (1838–1912)             |

### Promontoria
Aquestes característiques formen una capa o cap d'un mar lunar.
| Nom                     | Coordenades                          | Diàmetre | Origen del nom                                   |
| ----------------------- | ------------------------------------ | -------- | ------------------------------------------------ |
| Promontorium Agarum     | 14° 00′ N, 66° 00′ E / 14.0°N,66.0°E | 70 km    | Porta el nom d'un cap al Mar d'Azov              |
| Promontorium Agassiz    | 42° 00′ N, 1° 48′ E / 42.0°N,1.8°E   | 20 km    | Jean Louis Rodolphe Agassiz (1807–1873)          |
| Promontorium Archerusia | 16° 42′ N, 22° 00′ E / 16.7°N,22.0°E | 10 km    | Porta el nom d'un cap al Mar Negre               |
| Promontorium Deville    | 43° 12′ N, 1° 00′ E / 43.2°N,1.0°E   | 20 km    | Charles Joseph Sainte-Claire Deville (1814–1876) |
| Promontorium Fresnel    | 29° 00′ N, 4° 42′ E / 29.0°N,4.7°E   | 20 km    | Augustin Jean Fresnel (1788–1827)                |
| Promontorium Heraclides | 40° 18′ N, 33° 12′ O / 40.3°N,33.2°O | 50 km    | Heraclides Pòntic                                |
| Promontorium Kelvin     | 27° 00′ S, 33° 00′ O / 27.0°S,33.0°O | 50 km    | William Thomson, 1r baró Kelvin (1824–1907)      |
| Promontorium Laplace    | 46° 00′ N, 25° 48′ O / 46.0°N,25.8°O | 50 km    | Pierre Simon Laplace (1749–1827)                 |
| Promontorium Taenarium  | 19° 00′ S, 8° 00′ O / 19.0°S,8.0°O   | 70 km    | Porta el nom d'un cap a Grècia                   |

### Rimae
Rimae (en singular rima) són rimes lunars.
| Nom                    | Coordenades                            | Diàmetre | Origen del nom                              |
| ---------------------- | -------------------------------------- | -------- | ------------------------------------------- |
| Rima Agatharchides     | 20° 00′ S, 28° 00′ O / 20.0°S,28.0°O   | 50 km    | A partir del cràter proper Agatharchides    |
| Rima Agricola          | 29° 00′ N, 53° 00′ O / 29.0°N,53.0°O   | 110 km   | A partir del proper Montes Agricola         |
| Rimae Alphonsus        | 14° 00′ S, 2° 00′ O / 14.0°S,2.0°O     | 80 km    | Dins del cràter Alphonsus                   |
| Rimae Apollonius       | 5° 00′ N, 53° 00′ E / 5.0°N,53.0°E     | 230 km   | A partir del cràter proper Apollonius       |
| Rimae Archimedes       | 26° 36′ N, 4° 06′ O / 26.6°N,4.1°O     | 169 km   | A partir del cràter proper Archimedes       |
| Rima Archytas          | 53° 00′ S, 3° 00′ E / 53.0°S,3.0°E     | 90 km    | A partir del cràter proper Archytas         |
| Rima Ariadaeus         | 6° 24′ N, 14° 00′ E / 6.4°N,14.0°E     | 250 km   | A partir del cràter proper Ariadaeus        |
| Rimae Aristarchus      | 26° 54′ N, 47° 30′ O / 26.9°N,47.5°O   | 121 km   | A partir del cràter proper Aristarchus      |
| Rimae Arzachel         | 18° 00′ S, 2° 00′ O / 18.0°S,2.0°O     | 50 km    | Dins del cràter Arzachel                    |
| Rimae Atlas            | 47° 30′ N, 43° 36′ E / 47.5°N,43.6°E   | 60 km    | Dins del cràter Atlas                       |
| Rima Billy             | 15° 00′ S, 48° 00′ O / 15.0°S,48.0°O   | 70 km    | A partir del cràter proper Billy            |
| Rima Birt              | 21° 00′ S, 9° 00′ O / 21.0°S,9.0°O     | 50 km    | A partir del cràter proper Birt             |
| Rimae Bode             | 10° 00′ N, 4° 00′ O / 10.0°N,4.0°O     | 70 km    | A partir del cràter proper Bode             |
| Rimae Boscovich        | 9° 48′ N, 11° 06′ E / 9.8°N,11.1°E     | 40 km    | Dins del cràter Boscovich                   |
| Rima Bradley           | 23° 48′ N, 1° 12′ O / 23.8°N,1.2°O     | 161 km   | A partir del proper Mons Bradley            |
| Rima Brayley           | 21° 24′ N, 37° 30′ O / 21.4°N,37.5°O   | 311 km   | A partir del cràter proper Brayley          |
| Rima Calippus          | 37° 00′ N, 13° 00′ E / 37.0°N,13.0°E   | 40 km    | A partir del cràter proper Calippus         |
| Rima Cardanus          | 11° 24′ N, 71° 30′ E / 11.4°N,71.5°E   | 175 km   | A partir del cràter proper Cardanus         |
| Rima Carmen            | 19° 48′ N, 29° 18′ E / 19.8°N,29.3°E   | 10 km    | Nom femení castellà                         |
| Rima Cauchy            | 10° 30′ N, 38° 00′ E / 10.5°N,38.0°E   | 140 km   | A partir del cràter proper Cauchy           |
| Rimae Chacornac        | 29° 00′ N, 32° 00′ E / 29.0°N,32.0°E   | 120 km   | A partir del cràter proper Chacornac        |
| Rima Cleomedes         | 27° 00′ N, 57° 00′ E / 27.0°N,57.0°E   | 80 km    | Dins del cràter Cleomedes                   |
| Rima Cleopatra         | 30° 00′ N, 53° 48′ O / 30.0°N,53.8°O   | 14 km    | Nom femení grec                             |
| Rima Conon             | 18° 36′ N, 2° 00′ E / 18.6°N,2.0°E     | 30 km    | A partir del cràter proper Conon            |
| Rimae Daniell          | 37° 00′ N, 26° 00′ E / 37.0°N,26.0°E   | 200 km   | A partir del cràter proper Daniell          |
| Rimae Darwin           | 19° 18′ S, 69° 30′ O / 19.3°S,69.5°O   | 143 km   | A partir del cràter proper Darwin           |
| Rima Dawes             | 17° 30′ N, 26° 36′ E / 17.5°N,26.6°E   | 15 km    | A partir del cràter proper Dawes            |
| Rimae de Gasparis      | 24° 36′ S, 51° 06′ O / 24.6°S,51.1°O   | 93 km    | A partir del cràter proper de Gasparis      |
| Rima Delisle           | 31° 00′ N, 32° 00′ O / 31.0°N,32.0°O   | 60 km    | A partir del cràter proper Delisle          |
| Rima Diophantus        | 29° 00′ N, 33° 00′ O / 29.0°N,33.0°O   | 150 km   | A partir del cràter proper Diophantus       |
| Rimae Doppelmayer      | 25° 54′ S, 45° 06′ O / 25.9°S,45.1°O   | 162 km   | A partir del cràter proper Doppelmayer      |
| Rima Draper            | 18° 00′ N, 25° 00′ O / 18.0°N,25.0°O   | 160 km   | A partir del cràter proper Draper           |
| Rima Euler             | 21° 00′ N, 31° 00′ O / 21.0°N,31.0°O   | 90 km    | A partir del cràter proper Euler            |
| Rima Flammarion        | 2° 48′ S, 5° 36′ O / 2.8°S,5.6°O       | 80 km    | A partir del cràter proper Flammarion       |
| Rimae Focas            | 28° 00′ S, 98° 00′ O / 28.0°S,98.0°O   | 100 km   | A partir del cràter proper Focas            |
| Rimae Fresnel          | 28° 00′ N, 4° 00′ E / 28.0°N,4.0°E     | 90 km    | A partir del proper Promontorium Fresnel    |
| Rima Furnerius         | 35° 00′ S, 61° 00′ E / 35.0°S,61.0°E   | 50 km    | Dins del cràter Furnerius                   |
| Rima Galilaei          | 11° 54′ N, 58° 30′ O / 11.9°N,58.5°O   | 89 km    | A partir del cràter proper Galilaei         |
| Rima Gärtner           | 59° 00′ N, 63° 00′ E / 59.0°N,63.0°E   | 30 km    | Dins del cràter Gärtner                     |
| Rimae Gassendi         | 18° 00′ S, 40° 00′ O / 18.0°S,40.0°O   | 70 km    | Dins del cràter Gassendi                    |
| Rima Gay-Lussac        | 13° 00′ N, 22° 00′ O / 13.0°N,22.0°O   | 40 km    | A partir del cràter proper Gay-Lussac       |
| Rima G. Bond           | 33° 18′ N, 35° 30′ E / 33.3°N,35.5°E   | 168 km   | A partir del cràter proper G. Bond          |
| Rimae Gerard           | 46° 00′ N, 84° 00′ O / 46.0°N,84.0°O   | 100 km   | A partir del cràter proper Gerard           |
| Rimae Goclenius        | 8° 00′ S, 43° 00′ E / 8.0°S,43.0°E     | 240 km   | A partir del cràter proper Goclenius        |
| Rimae Grimaldi         | 9° 00′ N, 64° 00′ O / 9.0°N,64.0°O     | 230 km   | A partir del cràter proper Grimaldi         |
| Rima Hadley            | 25° 00′ N, 3° 00′ E / 25.0°N,3.0°E     | 80 km    | A partir del proper Mons Hadley             |
| Rima Hansteen          | 12° 00′ S, 53° 00′ O / 12.0°S,53.0°O   | 25 km    | A partir del cràter proper Hansteen         |
| Rima Hesiodus          | 30° 00′ S, 20° 00′ O / 30.0°S,20.0°O   | 256 km   | A partir del cràter proper Hesiodus         |
| Rima Hyginus           | 7° 24′ N, 7° 48′ E / 7.4°N,7.8°E       | 219 km   | A partir del cràter proper Hyginus          |
| Rimae Hypatia          | 0° 24′ S, 22° 24′ E / 0.4°S,22.4°E     | 206 km   | A partir del cràter proper Hypatia          |
| Rima Jansen            | 14° 30′ N, 29° 00′ E / 14.5°N,29.0°E   | 35 km    | A partir del cràter proper Jansen           |
| Rimae Janssen          | 45° 36′ S, 40° 00′ E / 45.6°S,40.0°E   | 114 km   | A partir del cràter proper Janssen          |
| Rimae Kopff            | 17° 24′ S, 89° 36′ O / 17.4°S,89.6°O   | 41 km    | A partir del cràter proper Kopff            |
| Rima Krieger           | 29° 00′ N, 45° 36′ O / 29.0°N,45.6°O   | 22 km    | A partir del cràter proper Krieger          |
| Rimae Liebig           | 20° 00′ S, 45° 00′ O / 20.0°S,45.0°O   | 140 km   | A partir del cràter proper Liebig           |
| Rimae Littrow          | 22° 06′ N, 29° 54′ E / 22.1°N,29.9°E   | 115 km   | A partir del cràter proper Littrow          |
| Rimae Maclear          | 13° 00′ S, 20° 00′ E / 13.0°S,20.0°E   | 110 km   | A partir del cràter proper Maclear          |
| Rimae Maestlin         | 2° 00′ N, 40° 00′ O / 2.0°N,40.0°O     | 80 km    | A partir del cràter proper Maestlin         |
| Rima Mairan            | 38° 00′ N, 47° 00′ O / 38.0°N,47.0°O   | 90 km    | A partir del cràter proper Mairan           |
| Rima Marcello          | 18° 36′ N, 27° 42′ E / 18.6°N,27.7°E   | 2 km     | Nom femení italià                           |
| Rima Marius            | 16° 30′ N, 48° 54′ O / 16.5°N,48.9°O   | 121 km   | A partir del cràter proper Marius           |
| Rimae Maupertuis       | 52° 00′ N, 23° 00′ O / 52.0°N,23.0°O   | 84 km    | A partir del cràter proper Maupertuis       |
| Rimae Menelaus         | 17° 12′ N, 17° 54′ E / 17.2°N,17.9°E   | 131 km   | A partir del cràter proper Menelaus         |
| Rimae Mersenius        | 21° 30′ S, 49° 12′ O / 21.5°S,49.2°O   | 84 km    | A partir del cràter proper Mersenius        |
| Rima Messier           | 1° 00′ S, 45° 00′ E / 1.0°S,45.0°E     | 100 km   | A partir del cràter proper Messier          |
| Rima Milichius         | 8° 00′ N, 33° 00′ O / 8.0°N,33.0°O     | 100 km   | A partir del cràter proper Milichius        |
| Rimae Opelt            | 13° 00′ S, 18° 00′ O / 13.0°S,18.0°O   | 70 km    | A partir del cràter proper Opelt            |
| Rima Oppolzer          | 1° 42′ S, 1° 00′ E / 1.7°S,1.0°E       | 94 km    | A partir del cràter proper Oppolzer         |
| Rimae Palmieri         | 28° 00′ S, 47° 00′ O / 28.0°S,47.0°O   | 150 km   | A partir del cràter proper Palmieri         |
| Rimae Parry            | 6° 06′ S, 16° 48′ O / 6.1°S,16.8°O     | 82 km    | A partir del cràter proper Parry            |
| Rimae Petavius         | 25° 54′ S, 58° 54′ E / 25.9°S,58.9°E   | 80 km    | A partir del cràter proper Petavius         |
| Rimae Pettit           | 23° 00′ S, 92° 00′ O / 23.0°S,92.0°O   | 450 km   | A partir del cràter proper Pettit           |
| Rimae Pitatus          | 28° 30′ S, 13° 48′ O / 28.5°S,13.8°O   | 94 km    | A partir del cràter proper Pitatus          |
| Rimae Plato            | 52° 54′ N, 3° 12′ O / 52.9°N,3.2°O     | 87 km    | A partir del cràter proper Plato            |
| Rimae Plinius          | 17° 54′ N, 23° 36′ E / 17.9°N,23.6°E   | 124 km   | A partir del cràter proper Plinius          |
| Rimae Posidonius       | 32° 00′ N, 28° 42′ E / 32.0°N,28.7°E   | 70 km    | A partir del cràter proper Posidonius       |
| Rimae Prinz            | 27° 00′ N, 43° 00′ O / 27.0°N,43.0°O   | 80 km    | A partir del cràter proper Prinz            |
| Rimae Ramsden          | 33° 54′ S, 31° 24′ O / 33.9°S,31.4°O   | 108 km   | A partir del cràter proper Ramsden          |
| Rima Réaumur           | 3° 00′ S, 3° 00′ E / 3.0°S,3.0°E       | 30 km    | A partir del cràter proper Réaumur          |
| Rima Reiko             | 18° 36′ N, 27° 42′ E / 18.6°N,27.7°E   | 2 km     | Nom femení japonès                          |
| Rimae Repsold          | 50° 36′ N, 81° 42′ O / 50.6°N,81.7°O   | 166 km   | A partir del cràter proper Repsold          |
| Rimae Riccioli         | 2° 00′ N, 74° 00′ O / 2.0°N,74.0°O     | 400 km   | A partir del cràter proper Riccioli         |
| Rimae Ritter           | 3° 00′ N, 18° 00′ O / 3.0°N,18.0°O     | 100 km   | A partir del cràter proper Ritter           |
| Rimae Römer            | 27° 00′ N, 35° 00′ O / 27.0°N,35.0°O   | 110 km   | A partir del cràter proper Römer            |
| Rima Rudolf            | 19° 36′ N, 29° 36′ E / 19.6°N,29.6°E   | 8 km     | Nom masculí alemany                         |
| Rima Schröter          | 1° 00′ N, 6° 00′ O / 1.0°N,6.0°O       | 40 km    | A partir del cràter proper Schröter         |
| Rimae Secchi           | 1° 00′ N, 44° 00′ O / 1.0°N,44.0°O     | 35 km    | A partir del cràter proper Secchi           |
| Rima Sharp             | 46° 42′ N, 50° 30′ O / 46.7°N,50.5°O   | 107 km   | A partir del cràter proper Sharp            |
| Rima Sheepshanks       | 58° 00′ N, 24° 00′ E / 58.0°N,24.0°E   | 200 km   | A partir del cràter proper Sheepshanks      |
| Rima Siegfried         | 25° 54′ S, 103° 00′ E / 25.9°S,103.0°E | 14 km    | Nom masculí alemany                         |
| Rimae Sirsalis         | 15° 42′ S, 61° 42′ O / 15.7°S,61.7°O   | 426 km   | A partir del cràter proper Sirsalis         |
| Rimae Sosigenes        | 8° 36′ N, 18° 42′ E / 8.6°N,18.7°E     | 190 km   | A partir del cràter proper Sosigenes        |
| Rima Suess             | 6° 42′ N, 48° 12′ E / 6.7°N,48.2°E     | 165 km   | A partir del cràter proper Suess            |
| Rimae Sulpicius Gallus | 21° 00′ N, 10° 00′ E / 21.0°N,10.0°E   | 90 km    | A partir del cràter proper Sulpicius Gallus |
| Rima Sung-Mei          | 24° 36′ N, 11° 18′ E / 24.6°N,11.3°E   | 4 km     | Nom femení xinès                            |
| Rimae Taruntius        | 5° 30′ N, 46° 30′ E / 5.5°N,46.5°E     | 25 km    | A partir del cràter proper Taruntius        |
| Rimae Theaetetus       | 33° 00′ N, 6° 00′ E / 33.0°N,6.0°E     | 50 km    | A partir del cràter proper Theaetetus       |
| Rima T. Mayer          | 13° 00′ N, 31° 00′ O / 13.0°N,31.0°O   | 50 km    | A partir del cràter proper T. Mayer         |
| Rimae Triesnecker      | 4° 18′ N, 4° 36′ E / 4.3°N,4.6°E       | 215 km   | A partir del cràter proper Triesnecker      |
| Rimae Vasco da Gama    | 10° 00′ N, 82° 00′ E / 10.0°N,82.0°E   | 60 km    | A partir del cràter proper Vasco da Gama    |
| Rima Vladimir          | 25° 12′ N, 0° 42′ O / 25.2°N,0.7°O     | 14 km    | Nom masculí eslau                           |
| Rima Wan-Yu            | 20° 00′ N, 31° 30′ O / 20.0°N,31.5°O   | 12 km    | Nom femení xinès                            |
| Rima Yangelʹ           | 16° 42′ N, 4° 36′ E / 16.7°N,4.6°E     | 30 km    | A partir del cràter proper Yangelʹ          |
| Rima Zahia             | 25° 00′ N, 29° 30′ O / 25.0°N,29.5°O   | 16 km    | Nom femení àrab                             |
| Rimae Zupus            | 15° 00′ S, 53° 00′ O / 15.0°S,53.0°O   | 120 km   | A partir del cràter proper Zupus            |

### Rupes
Aquests són escarpaments a la superfície.
| Nom              | Coordenades                          | Diàmetre | Origen del nom                          |
| ---------------- | ------------------------------------ | -------- | --------------------------------------- |
| Rupes Altai      | 24° 18′ S, 22° 36′ E / 24.3°S,22.6°E | 427.0 km | Muntanyes d'Altai                       |
| Rupes Boris      | 30° 30′ N, 33° 30′ O / 30.5°N,33.5°O | 4.0 km   | A partir del cràter proper Boris        |
| Rupes Cauchy     | 9° 00′ N, 37° 00′ E / 9.0°N,37.0°E   | 120.0 km | A partir del cràter proper Cauchy       |
| Rupes Kelvin     | 27° 18′ S, 33° 06′ O / 27.3°S,33.1°O | 78.0 km  | A partir del proper Promontorium Kelvin |
| Rupes Liebig     | 25° 00′ S, 46° 00′ O / 25.0°S,46.0°O | 180.0 km | A partir del cràter proper Liebig       |
| Rupes Mercator   | 31° 00′ S, 22° 18′ O / 31.0°S,22.3°O | 93.0 km  | A partir del cràter proper Mercator     |
| Rupes Recta      | 22° 06′ S, 7° 48′ O / 22.1°S,7.8°O   | 134.0 km | Llatí per "penya-segat recte"           |
| Rupes Toscanelli | 27° 24′ N, 47° 30′ O / 27.4°N,47.5°O | 70.0 km  | A partir del cràter proper Toscanelli   |

### Terrae
Les zones continentals entre els mars van rebre noms comparables per Giovanni Battista Riccioli, però eren oposats als noms utilitzats per als mars. Així hi havia les terres de l'esterilitat (Terra Sterilitatis), la calor (Terra Caloris) i la vivacitat (Terra Vitae). No obstant això, aquests noms per a les regions altes ja no s'utilitzen en mapes recents, i Terrae no està reconegut oficialment com a nomenclatura lunar estàndard per la Unió Astronòmica Internacional.
| Nom                | Origen del nom         | Posició lateral a prop                                               |
| ------------------ | ---------------------- | -------------------------------------------------------------------- |
| Insula Ventorum    | Illa dels Vents        |                                                                      |
| Peninsula Fulminum | Península del Tro      | Entre Mare Humorum i Oceanus Procellarum.                            |
| Terra Caloris      | Terra de Calor         | Vora sud-oest del costat proper.                                     |
| Terra Fertilitatis | Terra de Fertilitat    | Vora sud-est de la cara visible.                                     |
| Terrae Grandinis   | Terres de Calamarsa    | Frontera nord-est de Mare Imbrium.                                   |
| Terrae Manna       | Terres de Manna        | Regió entre Mare Tranquillitatis, Mare Fecunditatis i Mare Nectaris. |
| Terra Nivium       | Terra de Neus          | Frontera sud-est de Mare Imbrium.                                    |
| Terra Pruinae      | Terra de les Gelades   | Frontera nord-oest de Mare Imbrium.                                  |
| Terra Sanitatis    | Terra de la Salut      | Regió central entre Mare Nubium i Mare Tranquillitatis.              |
| Terra Siccitatis   | Terra de la Sequedat   | Vora nord-oest de la cara visible.                                   |
| Terra Sterilitatis | Terra de l'Esterilitat |                                                                      |
| Terra Vigoris      | Terra de l'Alegria     | Regió al sud-est de Mare Crisium.                                    |
| Terra Vitae        | Terra de vivacitat     | Vora nord-est de la cara visible.                                    |